# Wspólnota administracyjna Eichsfelder Kessel
Wspólnota administracyjna Eichsfelder Kessel (niem. Verwaltungsgemeinschaft Eichsfelder Kessel) – dawna wspólnota administracyjna w Niemczech, w kraju związkowym Turyngia, w powiecie Eichsfeld. Siedziba wspólnoty znajdowała się w miejscowości Niederorschel. Powstała 4 lutego 1991.
Wspólnota administracyjna zrzeszała pięć gmin wiejskich:
1. Deuna
2. Gerterode
3. Hausen
4. Kleinbartloff
5. Niederorschel

31 grudnia 2013 do gminy Deuna przyłączono gminę Vollenborn.
1 stycznia 2019 wspólnota została rozwiązana, a gminy Deuna, Gerterode, Hausen oraz Kleinbartloff zostały przyłączone do gminy Niederorschel i stały się tym samym jej częściami (Ortsteil).